# Chiromantis marginis
Chiromantis marginis es una especie de anfibio anuro de la familia Rhacophoridae.

## Distribución geográfica
Esta especie es endémica del parque nacional Perlis en Malasia Peninsular. Su presencia es incierta en Tailandia.

## Etimología
El nombre específico marginis proviene del latín margo, que significa la frontera, con referencia a la distribución de esta especie a lo largo de la frontera con Tailandia.

## Publicación original
- Chan, Grismer, Anuar, Quah, Grismer, Wood, Muin & Ahmad, 2011 : A new species of Chiromantis Peters 1854 (Anura: Rhacophoridae) from Perlis State Park in extreme northern peninsular Malaysia with additional herpetofaunal records for the park. Russian Journal of Herpetology, vol. 18, p. 253-259.[3]